# Mesosa hirtiventris
Mesosa hirtiventris är en skalbaggsart som först beskrevs av J. Linsley Gressitt 1937.  Mesosa hirtiventris ingår i släktet Mesosa och familjen långhorningar. Inga underarter finns listade i Catalogue of Life.